# Geleira Blagun
 A Geleira Blagun ( em búlgaro:  ледник Благун) é uma geleira com 13 km de comprimento e 2,3 km de largura na Península Pernik, na Costa de Loubet, Terra de Graham, Antártica.  Está situada a sudoeste da Geleira de Dolie e a nordeste da Geleira de Peyna. A geleira flui para noroeste entre a Cordilheira Lane e a Cordilheira Hodge até se unir à Geleira Wilkinson. 
A geleira recebeu o nome do assentamento de Blagun, no sul da Bulgária. 

## Localização
A Geleira Blagun está centrada em 66° 51′ 00″ S, 66° 03′ 20″ O, de acordo com mapeamento britânico realizado em 1976. 

## Mapas
- Banco de dados digital antártico (ADD). Escala 1: 250000 mapa topográfico da Antártica. Comitê Científico de Pesquisa Antártica (SCAR). Desde 1993, regularmente atualizado e atualizado.
- Território Antártico Britânico. Mapa topográfico da escala 1: 200000. Série DOS 610, folha W 66 64. Diretoria de Pesquisas no Exterior, Tolworth, Reino Unido, 1976.
- Território Antártico Britânico. Mapa topográfico da escala 1: 200000. Série DOS 610, Folha W 66 66. Diretoria de Pesquisas no Exterior, Tolworth, Reino Unido, 1976.